# Sadao Bekku
Sadao Bekku (別宮貞雄, Bekku Sadao) (né le 24 mai 1922 à Tokyo et mort le 12 janvier 2012  à Mitaka, dans la banlieue ouest de Tokyo) est un compositeur japonais de  musique classique.

## Biographie
L'œuvre de Sadao Bekku compte cinq symphonies, des musiques de film, une sonate pour flûte, un concerto pour piano, des pièces pour chœur et des chants et l'opéra Prince Arima.
Sa production est fortement influencée par le jazz. Parmi ses œuvres les plus connues figure la bande son du film Matango (1963).
Sadao Bekku meurt le 12 janvier 2012 à l'âge de 89 ans.

## Œuvres principales

### Opéra
- Le dit des trois femmes (1964)
- Prince Arima (Arima-no Miko) (1963–67)

### Œuvres orchestrales
- Deux mouvements pour orchestre (1946)
- Suite classique (1947)
- Introduction et Allegro (1954)
- Deux prières (1956)
- Symphonietta pour orchestre à cordes (1959)
- Symphonie no 1 (1961)
- Concerto pour violon et orchestre (1969)
- Concerto pour alto et orchestre (1971)
- Symphonie no 2 (1977)
- Concerto pour piano et orchestre (1980)
- Ouverture de festival (1981)
- Symphonie no 3 « Printemps » (1984)
- Memories of Pictures : Suite for Wind Band (1987/2005)
- March « Be Pure, Be Fresh » pour orchestre à vent (1988)
- Symphonie no 4 « L'été 1945 » (1989)
- Concerto pour violoncelle et orchestre « Automne » (1997)
- Symphonie no 5 « L'homme » (1999)

### Musique de chambre
- Trio d'anches pour basson, hautbois et clarinette (1953)
- Sonate pour flûte et piano (1954)
- Suite japonaise Symphonie no 1 pour quintette à vent (1955)
- Quatuor à cordes no 1 (1955–57)
- 1re sonate pour violon et piano (1963–1967)
- Sonate pour violoncelle et piano (1974)
- Aubade pour flûte, violon et piano (1976)
- Suite « Chants de ville » pour saxophone alto et piano (1981)
- Petit pastoral pour flûte et piano (1983)
- 《Hide and Seek》 and 《Tag》 : Deux instrumentistes pour 2 marimbas (1988)
- Trio pour violon, violoncelle et piano (1995)
- Kaleidoscope No. 2 pour marimba (2002)
- Automne pour violoncelle et piano (2004)

### Œuvres pour piano
- Sonatine (1965)
- Suite « Kaléidoscope » (1966)
- Trois paraphrases sur des chansons populaires du sud du Japon (1968)
- Sonatine en style classique (1969)
- Fête au Nord : suite japonaise no 2 pour piano à 4 mains (1989)

### Œuvres vocales
- Light-coloured Pictures pour voix et piano (1948)
- 2 Rondeaux pour voix et piano (1951)
- Trois chansons à partir de poèmes du Man'yōshū (1958)
- Le jardin du géant pour narrateur, Chœur mixte, orchestre et sons électroniques (1962)
- Les quatre saisons de la montagne pour chœur mixte (1967)

### Musique de film
Bekku a composé environ 40 musiques de film de 1954 à 1978.
- Ghost of Hanging in Utusunomiya aka The Ceiling at Utsunomiya (怪異宇都宮釣天井 Kaii Utsunomiya tsuritenjō) (1956)
- 姫君剣法　謎の紫頭巾 (1957)
- 日本南極地域観測隊の記録　南極大陸 (1957)
- 南極大陸 (1957)
- 天下の鬼夜叉姫 (1957)
- (遙かなる男 Shizukanaru otoko) (1957) littéralement : L'homme tranquille
- (太平洋戦記 Taiheiyō senki) (1958)
- 密告者は誰か (1958)
- 黒部侠谷　第二部　地底の凱歌 (1959)
- Matango (マタンゴ) (1963) aka Attack of the Mushroom People
- 恐怖の時間 (1964)
- White Rose of Hong Kong (香港の白い薔薇 Honkon no shiroibara)(1965)
- Key of Keys (国際秘密警察　鍵の鍵 Kokusai himitsu keisatsu: Kagi no kagi) (1965) littéralement : International Secret Police: Key of Keys
- (国際秘密警察　絶体絶命 Kokusai himitsu keisatsu: Zettai zetsumi) (1967)
- (ニイタカヤマノボレ　−日本帝国の崩壊− Niitakayama nobore) (1968)
- (喜劇　駅前開運 Kigeki ekimae kaiun) (1968)

## Source de la traduction
- (en) Cet article est partiellement ou en totalité issu de l’article de Wikipédia en anglais intitulé « Sadao Bekku » (voir la liste des auteurs).
- Notices d'autorité :   - VIAF
  - ISNI
  - BnF (données)
  - IdRef
  - LCCN
  - GND
  - Japon
  - CiNii
  - Pays-Bas
  - Tchéquie
  - Lettonie
  - WorldCat